# Jewtichij Biełow
Jewtichij Jemieljanowicz Biełow (ros. Евтихий Емельянович Белов, ur. 24 sierpnia?/6 września 1901 we wsi Czurowiczi w obwodzie briańskim, zm. 18 czerwca 1966 w Kijowie) – radziecki dowódca wojskowy, generał porucznik, Bohater Związku Radzieckiego (1945).

## Życiorys
W styczniu 1920 został powołany do Armii Czerwonej, uczestniczył w wojnie domowej, 1922 ukończył dowódcze kursy piechoty w Krzemieńczuku i został dowódcą plutonu w Ukraińskim Okręgu Wojskowym, 1923-1931 był w 7 Dywizji Piechoty kolejno pomocnikiem dowódcy i dowódcą kompanii, dowódcą batalionu i pomocnikiem dowódcy pułku, 1932 ukończył kursy doskonalenia kadry dowódczej Armii Czerwonej. We wrześniu 1932 został dowódcą batalionu czołgów 133 Brygady Zmechanizowanej, 1934 zaocznie ukończył Wojskową Akademię im. Frunzego, od czerwca 1938 do czerwca 1939 pozostawał w rezerwie, później został starszym wykładowcą Uljanowskiej Wojskowej Szkoły Łączności. Od lipca do listopada 1940 dowodził 282 pułkiem piechoty 13 Dywizji Piechoty, następnie 14 pułkiem pancernym 17 Dywizji Piechoty 6 Korpusu Zmechanizowanego Zachodniego Specjalnego Okręgu Wojskowego, a od września 1941 do lipca 1941 23 Brygadą Pancerną 49 Armii Frontu Zachodniego. Od lipca 1942 do stycznia 1943 był zastępcą dowódcy 20 Armii Frontu Zachodniego ds. wojsk pancernych, a od stycznia do maja 1943 zastępcą dowódcy 3 Armii Pancernej Frontu Woroneskiego, 7 lutego 1943 otrzymał stopień generała majora wojsk pancernych, od maja do lipca 1943 był zastępcą dowódcy 57 Armii Frontu Południowo-Zachodniego, a od lipca 1943 do marca 1944 zastępcą dowódcy 4 Armii Pancernej Frontu Zachodniego i Briańskiego. Od marca do października 1944 dowodził 10 Gwardyjskim Korpusem Pancernym, z którym uczestniczył w operacji proskurowsko-czerniowieckiej i lwowsko-sandomierskiej i w wyzwoleniu twierdz w Kamieńcu Podolskim i Lwowie, 2 sierpnia 1944 otrzymał stopień generała porucznika wojsk pancernych, od października 1944 do lutego 1945 był zastępcą dowódcy 4 Armii Pancernej, później ponownie dowódcą 10 Gwardyjskiego Korpusu Pancernego, wyróżnił się w operacji wiślańsko-odrzańskiej, górnośląskiej i dolnośląskiej, brał również udział w operacji berlińskiej i praskiej. Od marca 1947 do maja 1948 dowodził wojskami pancernymi i zmechanizowanymi Kijowskiego Okręgu Wojskowego, od maja 1948 do listopada 1950 1 Gwardyjską Zmechanizowaną Armią, od listopada 1950 do czerwca 1953 wojskami pancernymi i zmechanizowanymi Grupy Wojsk Radzieckich w Niemczech, a od czerwca 1953 do lutego 1954 ponownie dowodził wojskami pancernymi i zmechanizowanymi Kijowskiego Okręgu Wojskowego. W lutym 1954 został pomocnikiem dowódcy Kijowskiego Okręgu Wojskowego, w listopadzie 1956 zakończył służbę wojskową. Został pochowany na Cmentarzu Bajkowa.

## Odznaczenia
- Złota Gwiazda Bohatera Związku Radzieckiego (29 maja 1945)
- Order Lenina (dwukrotnie)
- Order Czerwonego Sztandaru (czterokrotnie)
- Order Suworowa II klasy (dwukrotnie)
- Order Bohdana Chmielnickiego II klasy
- Order Wojny Ojczyźnianej I klasy
- Medal jubileuszowy „XX lat Robotniczo-Chłopskiej Armii Czerwonej”
- Medal „Za obronę Moskwy”
- Medal „Za zwycięstwo nad Niemcami w Wielkiej Wojnie Ojczyźnianej 1941–1945”
- Medal „Za wyzwolenie Pragi”
- Medal „Za zdobycie Berlina”